# Литовское национальное движение
Лито́вское национа́льное движе́ние (лит. Lietuvių tautinis sąjūdis, традиционно известное в историографии как Лит́овское национа́льное пробужде́ние лит. Lietuvių tautinis atgimimas) — борьба литовцев за право на своё национальное самоопределение. Связано с тем, что в XVIII веке Литва вошла в состав Российской империи в результате Разделов Речи Посполитой. Привело к формированию современной литовской нации и к восстановлению независимости Литвы. Наиболее активными участниками этого движения были Винцас Кудирка, Йонас Басанавичюс и др. Влияние на движение оказал подъём в Европе романтического национализма, национально-освободительных движений.

## Статус литовского языка
Из-за длительного периода общей польско-литовской государственности и национальной принадлежности, и политики русификации Российской империи многие из литовских дворян в XIX веке подверглись полонизации, и литовский язык использовался только бедными и средними слоями общества, а часть средних слоёв, как правило, использовала польский для своего социального продвижения. Литовский был разговорным языком, он не считался достаточно престижным для письменного использования. Его сохраняла часть мелкого дворянства, особенно в Жемайтии. Язык был ещё не стандартизирован, его грамматика значительно различалась от региона к региону в виде аукштайтского и жемайтийского диалектов. Восточные территории современной Литвы и северо-западной Беларуси были в значительной степени славизированными, и многие использовали польский или белорусский языки в повседневной жизни. В начале XIX века использование литовского языка в значительной степени ограничивается литовскими сельскими районами; единственная область в Литве, где литовский язык использовался в качестве литературного, была Малая Литва, находившаяся под властью Пруссии. Но и там приток немецких иммигрантов угрожал литовскому языку и культуре прусских литовцев. Несколько факторов поспособствовали национальному движению: на литовский язык обратили внимание учёные-лингвисты; после отмены крепостного права в Российской империи в 1861 году, социальная мобильность увеличилась, и появился класс литовской интеллигенции, происходивший из литовского села. В католической церкви были ослаблены барьеры, которые ранее мешали простолюдинам во время богослужений. Более тесные отношения сложились между священниками-литовцами и прихожанами, их объединяло желание использовать литовский язык. Складывающееся национальное движение стремилось дистанцироваться от польских и российских влияний, и использование литовского языка рассматривалось как важный аспект этого движения.

## Разработка национальной идеи
Развитие литовской национальной культуры и национальной идентичности затруднялось запретом на литовскую латиницу и запретом литовских газет. Это была одна из репрессивных мер, которая последовала после восстания 1863 года. Тем не менее, печать книг на литовском языке продолжалась за пределами Российской империи. Национальное движение началось среди студентов и молодёжи, которые обучались в университетах Российской империи и иностранных государств. Многие из них были сыновьями зажиточных крестьян, и, таким образом, будучи выходцами из крестьянского сословия, были менее затронуты полонизацией. Началась публикация литовских газет Аушра и Варпас, а затем публикация стихов и книг на литовском. Выпускались в США и Восточной Пруссии, в Литву ввозились контрабандой. Произведения романтизировали прошлое Великого княжества Литовского, изображая его как великую державу со многими героями. С литовским национальным движением началось и движение за независимость, с различными организациями против русификации и российского влияния. Политика российских властей в ответ стала жёстче, и значительная часть католических церквей была преобразована в православные храмы, запрет на литовскую печать продолжался. Тем не менее, даже с цензурой газет грамотность литовцев продолжала увеличиваться. Процентная доля грамотности литовцев была одной из самых высоких, по сравнению с другими народами Российской империи, уступая лишь финнам, эстонцам и латышам. К концу XIX века сформировалась современная литовская нация. Политические требования были высказаны на Великом Вильнюсском сейме в 1905 году.